# Виссан
Висса́н (фр. Wissant) — коммуна во Франции, находится в регионе О-де-Франс. Департамент коммуны — Па-де-Кале. Входит в состав кантона Девр. Округ коммуны — Булонь-сюр-Мер.
Коммуна расположена приблизительно в 240 км к северу от Парижа, в 105 км западнее Лилля, в 105 км к северо-западу от Арраса.

## Население
Население коммуны на 2018 год составляло 896 человек.
| 1962 | 1968 | 1975 | 1982 | 1990 | 1999 | 2014 | 2018 |
| ---- | ---- | ---- | ---- | ---- | ---- | ---- | ---- |
| 1033 | 1058 | 1140 | 1247 | 1303 | 1186 | 998  | 896  |

## Администрация
| Период | Период | Фамилия        | Партия        | Должность      |
| ------ | ------ | -------------- | ------------- | -------------- |
| 1971   | 1977   | Андре Сорьо    |               |                |
| 1977   | 1995   | Жан-Пьер Купен |               |                |
| 1995   | 2008   | Клод Делльо    |               |                |
| 2008   | 2020   | Бернар Брак    | Разные правые | пенсионер      |
| 2020   |        | Лоранс Пруво   | Разные правые | менеджер отеля |

## Экономика
В 2007 году среди 648 человек в трудоспособном возрасте (15-64 лет) 433 были экономически активными, 215 — неактивными (показатель активности — 66,8 %, в 1999 году было 61,2 %). Из 433 активных работали 368 человек (213 мужчин и 155 женщин), безработных было 65 (42 мужчины и 23 женщины). Среди 215 неактивных 55 человек были учениками или студентами, 62 — пенсионерами, 98 были неактивными по другим причинам.

## Достопримечательности
- Вилла Ле-Тифониэн (1891 год, расширена в 1911 году). Исторический памятник с 1985 года[3]
- Церковь XV века со статуей Святой Вильгефортис

## Персоналии
- Виржини Демон-Бретон (1859—1935), французская художница.

## Фотогалерея
- Мэрия
- Улица Гамбет
- Церковь
- Улица Дюбюссон
- Вилла Ле-Тифониэн